# Telmatoscopus decens
Telmatoscopus decens är en tvåvingeart som beskrevs av Quate 1965. Telmatoscopus decens ingår i släktet Telmatoscopus och familjen fjärilsmyggor.
Artens utbredningsområde är Filippinerna. Inga underarter finns listade i Catalogue of Life.